# Kilaradahalli, Sira
Kilaradahalli là một làng thuộc tehsil Sira, huyện Tumkur, bang Karnataka, Ấn Độ.